# Гольбах, Александр Васильевич
Гольбах Александр Васильевич (род. 29 апреля 1945 года, г. Миасс, Челябинская область, РСФСР) – советский и российский военачальник Пограничных войск, генерал-полковник (1995).

## Биография
Окончил неполную среднюю школу и в 1962 году —профессиональное училище. В 1962-1964 годах работал электромонтёром на Уральском автомобильном заводе.
В 1964 году был призван на срочную службу в Пограничные войска КГБ СССР. В 1965 году окончил школу сержантского состава 49-го пограничного отряда Восточного пограничного округа, после чего служил в 130-м Уч-Аральском пограничном отряде этого округа командиром отделения и заместителем командира комендантского взвода. Служба на границе понравилась и в 1967 году по рапорту из войск был направлен в военное училище.
В 1971 году окончил Алма-Атинское высшее пограничное командное училище. Служил в 80-м Суоярвиском пограничном отряде Северо-Западного пограничного округа заместителем начальника школы сержантского состава, начальником пограничной заставы, с 1974 года – комендантом пограничной комендатуры. С 1980 года – офицер 1-го отдела штаба Северо-Западного пограничного округа.
В 1981 году заочно окончил Военную академию имени М. В. Фрунзе. С 1981 года – начальник штаба – заместитель начальника 100-го Никельского пограничного отряда. С июля 1984 года – начальник 72-го Калевальского пограничного отряда Северо-Западного пограничного округа. С декабря 1987 года – заместитель начальника штаба – начальник 1-го отдела штаба Северо-Западного пограничного округа.
С февраля 1992 года - начальник Отдельного Арктического пограничного отряда (штаб — Воркута), с июля 1993 года - начальник штаба – первый заместитель командующего войсками Северо-Западного пограничного округа. 
С мая 1994 года – командующий Дальневосточным пограничным округом (штаб — г. Хабаровск). После преобразования пограничных округов в региональные управления в ноябре 1998 года назначен начальником Дальневосточного регионального управления ФПС России.  С 10 мая 2002 года — начальник Северо-Западного регионального управления Федеральной пограничной службы Российской Федерации (штаб — г. Санкт-Петербург). В июле 2003 года освобождён от должности и зачислен в распоряжение директора ФСБ России. В том же году уволен в запас.
Женат, имеет сына и дочь.

## Награды
- орден Красной Звезды
- орден «За военные заслуги»
- медали
- Заслуженный пограничник Российской Федерации (27.05.2002)